# Jamoinjärvi
Jamoinjärvi eller Jamonjärvi är en sjö i Finland. Den ligger i kommunen Padasjoki i landskapet Päijänne-Tavastland, i den södra delen av landet, 130 km norr om huvudstaden Helsingfors. Jamoinjärvi ligger 128,4 meter över havet. I omgivningarna runt Jamoinjärvi växer i huvudsak barrskog. Arean är 1,72 kvadratkilometer och strandlinjen är 14,8 kilometer lång. Sjön  ingår i Kumo älvs huvudavrinningsområde. 